# 해가 서쪽에서 뜬다면
"해가 서쪽에서 뜬다면"(영어: If the Sun rises in the West)은 대한민국의 로맨스 영화이자 이은의 감독 데뷔 작품이다. 임창정과 고소영이 주연을 맡았다.

## 줄거리
교통의경인 범수는 면허도 없이 차를 몰다 가로수를 들이받는 사고를 낸 현주의 운전연습을 도와주게 된다. 범수는 야구선수가 되고 싶었지만 일찌감치 자신의 한계를 알고 심판이 되겠다고 마음을 고쳐먹은 의무경찰이고, 현주는 연기공부를 하는 지방대학생. 기숙사에서 생활하는 현주와 범수는 편지를 주고받으며 가까워지고, 큰 맘먹고 사랑을 고백하는 범수를 뒤로하고 현주는 유학길에 오른다. 3년이 지나 프로야구 심판이 된 범수는 TV에서나 볼 수 있는 톱스타로 급부상한 유하린이 현주임을 알고는 설렘과 안타까움에 휘둘린다. 현주는 자신이 출연한 라면광고의 광고주인 젊은 사장 지민의 애정공세를 받으면서도 범수에 대한 그리움을 지우지 못한다. 몇 번의 고비를 지나 한국시리즈 개막경기가 열리는 날 시구하러 나온 현주와 주심을 맡은 범수는 그라운드 한복판에서 뜨거운 키스를 나누며 사랑을 확인한다

## 출연진

### 주인공
- 김범수 : 임창정
- 남현주/유하린 : 고소영
- 변지민 : 차승원

### 조연 인물
- 배봉수 : 명계남
- 저널 K : 강정식
- 심판 B : 박용수
- 심판 J : 유형관
- 심판 P : 이두일
- 윤 부장 : 최용민
- 박 기자 : 한성식
- 삼식 : 이범수

### 그 외 인물
- 승연 : 장가현
- 이상경 : 김성훈
- 최유리 : 권민중 (우정출연)
- 야구 해설가 : 하일성 (특별출연)
- 해태 타이거즈 감독 : 김응룡 (특별출연)
- 해태 타이거즈 코치 : 김성한 (특별출연)
- KBO 박 실장 : 박한식
- 드라마 PD : 배장수
- 심판B의 부인 : 박혜숙
- 심판J의 부인 : 고상순
- 심판P의 부인 : 최선
- 현주 부 : 이정학
- 미용사 : 이경선
- 꽃장수 아저씨 : 송영탁
- 야구 기자 1 : 박홍규
- 야구 기자 2 : 원창연
- 연예기자 1 : 강정수
- 연예기자 2 : 김성운
- 택시기사 : 주정한
- 송파구청장 : 홍성곤
- 연수생 1 : 황경욱
- 연수생 2 : 최일순
- 연수생 3 : 홍석연
- 연수생 4 : 이동근
- 웨이터 1 : 김호진
- 웨이터 2 : 조승현
- 웨이터 3 : 이영은
- 광고 PD : 고동업
- 여직원 : 이하영
- 가판대 여자 : 이은실
- 야구선수 : 안지호, 박성웅, 김명규, 김상경
- 여고생 : 김상애
- 꼬마 : 성인규

## 제작진
- 감독 : 이은
- 각본 : 김현석
- 제작 : 황재우
- 제작투자 : 김승범, 석동준
- 제작배급 : 김진
- 촬영감독 : 변희성
- 조명감독 : 임재영
- 미술감독 : 김상만
- 동시녹음 : 한철희
- 시각효과 : FIAMO
- 음악 : 조영욱
- 세트 : 오상만
- 편집 : 고임표
- 사운드믹싱 : 김석원
- 녹음&믹싱 : 블루캡
- 분장 : 송중희
- 의상 : 김유선
- 조감독 : 김상우, 김현석, 조원동
- 사운드슈퍼바이저 : 김석원
- 소품 : 장석훈
- 스틸 : 김대형
- 현상 : 김남준 (NEGA), 정만구, 세방현상소
- 텔레시네 : 최우재
- 네가텔레시네 : 형보제작소
- 키코드텔레시네 : 무비라인
- 색보정 : 한광동, 신충섭
- 비디오색보정 : 김기태
- 메이킹 : 이용진
- 마케팅책임 : 심보경, 김동주
- 스크립터 : 백은자
- 제작부장 : 이우정
- 제작지원 : 김동주, 오화정
- 제작경리 : 이승리
- 촬영팀 : 최건희, 유은숙, 이유호, 신명진, 한태용, 오종현
- 조명팀 : 이성환, 조은미, 박일봉, 최재호, 권민규
- 대소도구 : 장석호, 권경덕